# Junius Edgar West

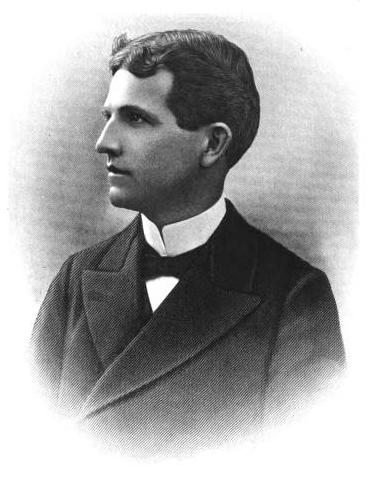
Junius Edgar West

Junius Edgar West (* 12. Juli 1866 im Sussex County, Virginia; † 1. Januar 1947 in Richmond, Virginia) war ein US-amerikanischer Politiker. Zwischen 1922 und 1930 war er Vizegouverneur des Bundesstaates Virginia.

## Werdegang
Junius West besuchte sowohl öffentliche als auch private Schulen. Danach studierte er an der University of North Carolina. Nach einem anschließenden Jurastudium an der Washington and Lee University wurde er als Rechtsanwalt zugelassen. Neben seiner Tätigkeit als Rechtsanwalt war er auch in anderen Branchen tätig. So war er Schulrat und Zeitungsverleger. Außerdem arbeitete er in der Versicherungsbranche.
Politisch schloss sich West der Demokratischen Partei an. Zunächst bekleidete er in Suffolk einige lokale Ämter. In den Jahren 1896 und 1936 nahm er als Delegierter an den jeweiligen Democratic National Conventions teil. 1901 wurde er in das Abgeordnetenhaus von Virginia gewählt; zwischen 1912 und 1921 gehörte er dem Staatssenat an. Im Jahr 1921 wurde er an der Seite von Elbert Lee Trinkle zum Vizegouverneur von Virginia gewählt. Dieses Amt bekleidete er nach einer Wiederwahl zwischen 1922 und 1930. Dabei war er Stellvertreter des Gouverneurs und Vorsitzender des Staatssenats. Seit 1926 diente er unter dem neuen Gouverneur Harry F. Byrd.
Junius West war Mitglied mehrerer Organisationen und Vereinigungen. Dazu gehörten auch die Freimaurer. Er starb am 1. Januar 1947 in Richmond.